# Сочинське
Со́чинське (каз. Сочинское) — село у складі Атбасарського району Акмолинської області Казахстану. Адміністративний центр Шункиркольського сільського округу.
Населення — 538 осіб (2021; 880 у 2009, 1134 у 1999, 1330 у 1989).
Національний склад станом на 1989 рік:
- казахи — 29 %;
- росіяни — 21 %;
- українці — 20 %.